# マリー・エリーザベト・フォン・ブラウンシュヴァイク＝ヴォルフェンビュッテル
マリー・エリーザベト・フォン・ブラウンシュヴァイク＝ヴォルフェンビュッテル（ドイツ語：Marie Elisabeth von Braunschweig-Wolfenbüttel, 1638年1月7日 - 1687年2月15日）は、ザクセン＝アイゼナハ公アドルフ・ヴィルヘルムの妃、のちザクセン＝コーブルク公アルブレヒトの妃。

## 生涯
マリー・エリーザベトは、ブラウンシュヴァイク＝ヴォルフェンビュッテル公アウグスト2世とその3番目の妃エリーザベト・ゾフィー・フォン・メクレンブルク＝ギュストロウの第2子として生まれた。ユーストゥス・ゲオルク・ショッテルやシークムント・フォン・ビルケンが師として仕える文学的な宮廷で育った。すべての子供たちは学識ある両親の例に倣い創作活動にいそしんだが、マリーの異母兄姉アントン・ウルリヒとジビッレ・ウルスラはマリー・エリーザベトたち異母弟妹を日陰の立場に置いた。1648年ごろから、母エリーザベト・ゾフィーはヴォルフェンビュッテル宮廷劇場で聴衆の前で自身の子と継子に優れた公演を行わせ、子供たちの教育において倫理的および道徳的義務に特に価値を置いた。
マリー・エリーザベトは、1663年に25歳でザクセン＝アイゼナハ公アドルフ・ヴィルヘルムと結婚した。2人の間には5人の子供が生まれたが、そのうち4人は生後すぐに死去した。1668年11月21日に夫が死去した後に生まれた5人目の子ヴィルヘルム・アウグストもわずか3歳で死去した。アドルフ・ヴィルヘルムの死後、その領地は兄弟により分割された。1676年7月18日、マリー・エリーザベトはゴータにおいてザクセン＝コーブルク公アルブレヒトと結婚した。夫婦は最初にザールフェルトに居を構え、1680年にコーブルクに移った。2人の間に生まれた唯一の息子も早世した。
マリー・エリーザベトは、同じように音楽教育を受けた2番目の夫アルブレヒトに大きな影響を与えた。マリー・エリーザベトの功績として、初期の文学作品に加え、コーブルクにおいて1684年に開設された宮廷劇場を振興したことや、実家であるヴォルフェンビュッテルの宮廷を手本にし活発な演劇文化を築き上げたことなどが挙げられる。

## 子女
最初の夫ザクセン＝アイゼナハ公アドルフ・ヴィルヘルムとの間に以下の子女が生まれた。
- カール・アウグスト（1664年1月31日 - 1665年2月14日）
- フリードリヒ・ヴィルヘルム（1665年2月2日 - 1665年5月3日）
- アドルフ・ヴィルヘルム（1666年6月26日 - 1666年12月11日）
- エルンスト・アウグスト（1667年8月28日 - 1668年2月8日）
- ヴィルヘルム・アウグスト（1668年 - 1671年） - ザクセン＝アイゼナハ公

2番目の夫ザクセン＝コーブルク公アルブレヒトとの間に1男が生まれた。
- エルンスト・アウグスト（1677年9月1日 - 1678年8月17日）